# Krister Broberg
Lars Krister Folke Broberg, född 8 september 1941 i Kungsholms församling, Stockholm, är en svensk musiker, regissör och skådespelare.
Broberg spelade den klantige och degälskande brodern Frasse i barnprogramsklassikern Tårtan.
Han driver numera en musikverkstad för barn i Stockholm och kallar sig då Farbror Fläskkorv.
Krister Broberg är son till försäkringsdomaren Folke Broberg och Gunnel, född Samzelius, och bror till Margareta Lööf Eriksson.

## Filmografi

### Manus
- 1989 – Nils Olof Andersson (TV-serie)

### Regi
- 1972 – Felix (TV-serie)

### Roller
- 1972 – Tårtan (TV-serie)
- 1974 – Doktor Krall (TV-serie)
- 1983 – Privatdetektiven Kant (TV-serie)
- 1985 – Den perforerade epoken (kortfilm)
- 1985 – Tvätten
- 1987 – Res aldrig på enkel biljett
- 1989 – Nils Olof Andersson (TV-serie)